# Amphinemura fuscipes
Amphinemura fuscipes är en bäcksländeart som beskrevs av Peter Zwick 1977. Amphinemura fuscipes ingår i släktet Amphinemura och familjen kryssbäcksländor. Inga underarter finns listade i Catalogue of Life.